# Bélgica nos Jogos Olímpicos de Inverno de 1984
A Bélgica competiu nos Jogos Olímpicos de Inverno de 1984, realizados em Sarajevo, Iugoslávia.